# 狄俄涅
狄俄涅（羅馬化：Diṓnē）是希腊神话中的神祇。根據荷馬伊里亞德記載，她與宙斯生下爱神阿芙蘿黛蒂。是蓋亞與烏拉諾斯生下的第十三位泰坦。

## 字源
希腊文是（宙斯）的阴性变格。

## 天文學
用来称呼土星的土星卫星土卫四，和小行星带的第106颗小行星。